# Meine Tochter – deine Tochter (Film)
Meine Tochter – deine Tochter ist eine deutsche Verwechslungskomödie von Werner Jacobs aus dem Jahr 1972.

## Handlung
Schuldiener Oskar Sommer hat ein Problem: Er hat vor seiner geschiedenen Frau in Amerika angeben wollen und erzählt, dass er als Studienrat Karriere gemacht habe. Tatsächlich gibt es an Sommers Schule den Studienrat Oskar Sommer, dessen Haus Sommer regelmäßig säubert. Als sich Sommers 19-jährige Tochter Elisabeth in der Stadt ankündigt, die ihren Vater seit 15 Jahren nicht mehr gesehen hat, bittet Sommer Oskar, sich als Elisabeths Vater auszugeben. Oskar zeigt sich nach anfänglichen Bedenken geschmeichelt und stimmt zu.
In Oskars Haus lebt auch sein entfernter Verwandter, der erfolglose Maler Rick. Er nimmt die aus Italien kommende Elisabeth, genannt Lill, in seinem Cabrio mit. In Oskars Villa wollen sich beide kurz frisch machen und Lill will eigentlich nun die Suche nach ihrem Vater beginnen, als sie erfährt, dass der Hauseigentümer Oskar Sommer heißt. Sie bleibt. Oskar wiederum vermutet Lill am Bahnhof im Zug aus Italien und schickt einen Bekannten zum Bahnhof, um Lill abzuholen. Der wiederum glaubt, in der Amerikanerin Betty Snell Lill vor sich zu haben, missdeutet er den Namen „Betty Snell“ doch als Hinweis, dass sie schnell schlafen gehen will. Betty wird nun von allen als Lill begrüßt. Lill wiederum, die gleich zu Beginn mit Sommer aneinandergeraten war, erklärt Betty die Verwechslung. Beide wollen Oskar sofort berichten, dass Betty nicht Lill ist, doch überlegen sie es sich anders: Beide hören eine Unterhaltung von Oskar mit Rick, in der Oskar erklärt, gar nicht der Vater von Lill zu sein. Den Namen des eigentlichen Vaters verschweigt er jedoch. Lill bittet nun Betty, ihre Rolle noch ein wenig länger zu spielen. Lill versucht unterdessen, ihren wahren Vater zu finden.
Oskar hat in der Schule eigentlich genug Aufregung, ist Schulrat Weber doch in der Schule, um nach einem geeigneten Nachfolger für Schuldirektorin Regina Körner zu suchen. Weber favorisiert den gestrengen Studienrat Staub, den die Schüler jedoch nicht mögen und dem sie deswegen verschiedene Streiche spielen, die Weber am Ende an der Tauglichkeit Staubs als Direktor zweifeln lassen. Staub wiederum weiß, dass Oskar sein größter Gegner ist. Als er eines Abends an Oskars Haus vorbeigeht und sieht, wie Betty ihn in ihrer Rolle als Tochter küsst, schreibt er einen anonymen Brief an Direktorin Körner, in dem er Oskar anschwärzt. Die will sich ein eigenes Bild von der Sachlage machen, findet in Oskars Haus jedoch nur Sommer vor, der gerade saubermacht und in Bettys Schrank deren Ausweis gefunden hat. Er glaubt nun, Betty sei eine Hochstaplerin und begibt sich mit Körner zu ihr.
Betty weilt mit Lill, Oskar und Staub, der Oskar mit schlechtem Gewissen vor dem Brief und der Ankunft Körners warnt, auf Schloss Landskron. Rick hatte zusammen mit seinem Freund Edi, einem Schüler Staubs, an einem Schlagerwettbewerb teilgenommen. Die Komposition, die Oskar vor vielen Jahren geschaffen hatte, war ein Erfolg, auch wenn Gitarrist Rick für den indisponierten Edi als Sänger einspringen musste. Der Titel gewann den Wettbewerb und wird nun mit den anderen Platzierten auf Schloss Landskron für das Radio aufgenommen. Während Rick singt, lösen sich alle Missverständnisse auf. Körner stellt Oskar zur Rede, der wiederum von Sommer erfährt, dass Betty nicht Lill ist. Oskar wird wütend, doch weist ihn Lill zurecht, sei er doch auch nicht der richtige Vater. Das wiederum erzürnt Sommer, da er doch Oskar gebeten hatte, sein Geheimnis nicht zu verraten. Lill fällt nun Sommer um den Hals, der ihr richtiger Vater ist. Frau Körner wiederum sieht, dass ihre Bedenken unnötig waren und beglückwünscht Oskar zur neuen Direktorenstelle. Staub erweist sich als fairer Verlierer. Oskar und Sommer wiederum bieten sich endlich das Du an, da sie sowieso bald verwandt sein werden: Rick und Lill sind ein Paar.

## Produktion
Meine Tochter – deine Tochter wurde auf dem Bahnhof in Klagenfurt sowie in Velden am Wörthersee, am Faaker See und auf der Burgruine Landskron gedreht. Der Film erlebte am 20. Juli 1972 seine Premiere.
Im Film sind verschiedene Lieder zu hören:
- Chris Roberts: Hab Sonne im Herzen (Musik: Werner Twardy; Text: Lilibert)
- Chris Roberts: Ich weiß, wo die Liebe wohnt (Twardy/Llibert)
- Chris Roberts: Genauso wie du (Twardy/Lilibert)
- Mouth & MacNeal: How Do You Do?

Mouth & MacNeal sind im Film eine der Gewinnergruppen, die auf Schloss Landskron auftreten.

## Kritik
Der film-dienst nannte Meine Tochter – deine Tochter eine „läppische Mischung aus Verwechslungs-, Schüler- und Schlagerklamauk.“ Für Cinema war es „ein Film nach dem Motto: Zwischen zwei schlechte Gags passt immer noch ein Song von Chris Roberts. Fazit: Olle Gags und Schlager: Lacherquote mager“.
Filmecho/Filmwoche meinte, die Regie habe „die Schwankeffekte bis zur Neige ausgekostet, sich jedoch vor gar zu krassen Überdrehungen weitgehend gehütet.“